# Paradoxostoma striungulum
Paradoxostoma striungulum is een mosselkreeftjessoort uit de familie van de Paradoxostomatidae. De wetenschappelijke naam van de soort is voor het eerst geldig gepubliceerd in 1952 door Smith.